# Oussama Oueslati
Oussama Oueslati (* 24. März 1996 in Manouba) ist ein tunesischer Taekwondoin. Er ist 1,99 Meter groß und startet in der Gewichtsklasse bis 80 Kilogramm.

## Karriere
Oueslati gewann 2012 in Antananarivo die Afrikameisterschaften. Bei den Afrikaspielen 2015 in Brazzaville sicherte er sich die Silbermedaille, im Finale unterlag er Cheick Sallah Cissé mit 10:12. 2016 gewann er das afrikanische Qualifikationsturnier für die Olympischen Spiele 2016 in Rio de Janeiro. Nach zwei Auftaktsiegen verlor er dort im Halbfinale mit 6:7 erneut gegen Sallah Cissé. Im Kampf um Bronze setzte er sich gegen Steven Lopez mit 14:5 durch.